# Jindřich I. starší z Minsterberka
Jindřich I. starší z Poděbrad a Minsterberka (15. května 1448 Poděbrady — 24. června 1498 Kladsko) byl syn Jiřího z Poděbrad, kníže minsterberský a olešnický a hrabě kladský. Po Jiřího smrti byl nejvyšším hejtmanem, v české politice působil i v prvním období vlády Vladislava Jagellonského, ale jeho hlavní zájmy byly ve Slezsku. Stal se zakladatelem rodu Minsterberských knížat.

## Život
Byl čtvrtým dítětem a nejmladším ze tří synů českého krále Jiřího z Poděbrad z jeho prvního manželství s Kunhutou ze Šternberka. Jeho matka zemřela roku 1449, jeho nevlastní matkou se po sňatku s Jiřím roku 1450 stala Johana z Rožmitálu. V roce 1462 získal on a jeho mladší bratr Hynek od císaře Friedricha III. titul říšského hraběte.
Za česko-uherských válek se ukázal jako schopnější velitel než jeho starší bratr Viktorín, kterého vysvobodil v roce 1468 z obklíčení v rakouské Štokravě a později mu pomohl také z obklíčené Třebíče. V roce 1469 u Náchoda porazil Slezany a u Žitavy vojska Lužičanů, tažením na Moravu proti Korvínovi vyprostil obležené Uherské Hradiště, v bitvě u Uherského Brodu zahnal hlavní uherské voje na útěk a jeho vojsko pak proniklo až do Pováží. Krátce před svou smrtí ho Jiří z Poděbrad jmenoval českým nejvyšším hejtmanem, což brzy poté potvrdil zemský sněm. Do korunovace nového krále svěřil sněm Jindřichovi také úřad nejvyššího mincmistra. Součástí kapitulačních podmínek pro Vladislava Jagellonského bylo i vyplacení Jiříkových synů z dluhů – kvůli dlouho trvajícím válkám byly zatíženy velkými dluhy nejen královské, ale i soukromé poděbradské statky. Jindřich na rozdíl od bratrů Viktorína a Hynka zůstal vždy Vladislavovým stoupencem.
Na jaře roku 1472 si bratři rozdělili dědictví po otci, které do té doby drželi v nedílu. Jindřichovi připadlo hrabství Kladsko, Minsterberské knížectví, Frankenštejnsko, východočeské panství Náchod, hrad Kunětickou horu a majetek klášterů Opatovice a Sezemice. (Ve společné správě bratrů zůstal Cukmantl se zlatými doly, bratři se též dohodli zaopatřit svou sestru Ludmilu.) Poté co se mu podařilo vojenským útokem vypudit uherskou vojenskou posádku z Broumova, přičlenil Broumovsko ke Kladsku. Kladsko i slezská území, která Jindřich vlastnil, mu udělil Vladislav Jagellonský v roce 1472 jako dědičná léna. V roce 1473 konvertoval Jindřich na katolickou víru; byl zrušen interdikt, který se týkal jeho otce a vztahoval se i na jeho potomky. Do české politiky zasahoval ještě v letech 1479–1485, ale více se věnoval svým záležitostem ve Slezsku, kde také převážně pobýval. Jak rostla nespokojenost s Korvínovou vládou ve Slezsku, využil situace a postavil se do čela vojensko-politického bloku nespokojených knížat. Válka o Hlohovsko v letech 1487–1489, do níž se na straně Jana II. Hlohovsko-zaháňského zapojili kromě Jindřicha i Hynek a Viktorín, však skončila Korvínovým vítězstvím a Jindřich přišel o Minsterbersko. Po Matyášově smrti získal své državy zpět, ale tímto dobrodružstvím značně zchudl.
Po smrti bratra Hynka zdědil jeho české statky, ale v roce 1495 vyměnil Poděbrady za olešnické knížectví. Za své sídlo si zvolil Jindřich Kladsko a postupně se zbavoval i svých dalších statků v Čechách: v roce 1495 odprodal panství litické (které mu postoupil bratr Boček), později i zboží náchodské. V Kladsku založil františkánský klášter s kostelem sv. Jiří, v němž nechal zřídit rodinnou hrobku. Do této hrobky byl pohřben on i další členové jeho rodiny. V roce 1558 byly ostatky Minsterberků přeneseny do tamějšího farního kostela.

## Rodina
Jindřich se oženil dne 9. února 1467 s Uršulou Braniborskou (1450–1508), dcerou braniborského markraběte Albrechta III. Achilla. Měli spolu 8 dětí. Ze synů se dožili dospělosti tři – oženil je se třemi dcerami Jana Hlohovsko-Zaháňského. Rod pak pokračoval v linii nejmladšího syna Karla, po meči vymřel roku 1647 (po přeslici 1792[zdroj?]).
Děti:
- Albrecht Minsterberský (3. srpen 1468 – 12. červenec 1511) ∞ Salomena Zaháňsko-Hlohovská

- Jiří Minsterberský (2. říjen 1470 – 10. listopad 1502) ∞ Hedvika Zaháňsko-Hlohovská
- Jan (23. červen 1472 – 7. srpen 1472)
- Markéta Minsterberská (25. srpen 1473 – 28. červen 1530) ∞ Arnošt I. Anhaltský
- Karel I. Minsterberský (4. květen 1476 – 31. květen 1536) ∞ Anna Zaháňsko-Hlohovská
- Ludvík (21. červen 1479 – 21. červen 1479)
- Magdalena (25. leden 1482 – 11. duben 1513)
- Zdena (3. červen 1483 – 1522)

## Erb
- 1. pole (Minsterbersko) nadél poloviční zlaté a stříbrné, v něm orlice vpravo černá, vlevo červená se stříbrnou pružinou a zbrojí vpravo červenou, vlevo zlatou
- 2. pole (Olešnicko) zlaté s černou, vlevo hledící orlicí se stříbrnou pružinou a křížkem
- 3. pole (Břežsko) šachované červeně a stříbrně
- 4. pole (Kladsko) červené se dvěma zlatými šikmými pruhy nahoru vydutými.
- Střední štítek (páni z Kunštátu): napříč poloviční, v horní polovině tři černá břevna. Tři přilbice